# Sophie av Bar
Sophie av Bar, död 1093, var en fransk vasall. Hon var regerande grevinna av Bar mellan 1033 och 1093. 